# Muruzabal
Muruzabal (en basc, oficialment en castellà Muruzábal) és un municipi de Navarra, a la comarca de Puente la Reina, dins la merindad de Pamplona. Limita al nord amb Uterga, a l'oest amb Obanos, al sud amb Eneritz i a l'est amb Adiós,

## Demografia
| Evolució demogràfica                                 | Evolució demogràfica | Evolució demogràfica | Evolució demogràfica | Evolució demogràfica | Evolució demogràfica | Evolució demogràfica | Evolució demogràfica | Evolució demogràfica | Evolució demogràfica | Evolució demogràfica |
| 1996                                                 | 1998                 | 1999                 | 2000                 | 2001                 | 2002                 | 2003                 | 2004                 | 2005                 | 2006                 | 2007                 |
| ---------------------------------------------------- | -------------------- | -------------------- | -------------------- | -------------------- | -------------------- | -------------------- | -------------------- | -------------------- | -------------------- | -------------------- |
| 212                                                  | 214                  | 239                  | 249                  | 256                  | 279                  | 282                  | 293                  | 296                  | 304                  | 304                  |
| Fonts: Muruzabal i Institut d'Estadística de Navarra |                      |                      |                      |                      |                      |                      |                      |                      |                      |                      |